# D'ZRT
D'ZRT foi um grupo de pop português originado em 2004, integrado na telenovela adolescente Morangos com Açúcar, emitida pela TVI. O grupo é composto por Paulo Vintém, Cifrão e Edmundo Vieira, inicialmente integrando Angélico Vieira, perecido durante a existência da boyband. É o boy group português mais bem-sucedido do século XXI e, a par dos Excesso (1997-2002), são também o mais bem-sucedido boy group português de sempre. Em Portugal, o grupo tornou-se representativo do poder da televisão comercial para gerar produtos de música pop de grande sucesso, especialmente junto do público infanto-juvenil, numa altura em que o cenário pop "manufaturado" de matriz anglo-saxónica no país ainda era bastante incipiente. Os cinco discos lançados pelo grupo ultrapassaram a marca de 500 mil cópias vendidas em Portugal.
O single de estreia da banda, "Para Mim Tanto Me Faz" (uma das várias covers da canção "Teenage Superstar" (2003), da cantora neerlandesa Kim-Lian), lançado no final de 2004, liderou o airplay das rádios portuguesas por 33 semanas consecutivas. O primeiro álbum, autointitulado, foi o álbum mais vendido de 2005, ao liderar o Top 30 da Associação Fonográfica Portuguesa por 65 semanas, e recebeu 19 galardões de platina. No mesmo ano, lançaram Ao Vivo no Coliseu, que ficou 34 semanas em número um em Portugal e recebeu 16 galardões de platina. A divulgação dos álbuns deu-se por mais de 250 concertos, decorridos durante o espaço de dois anos. Em 2006, o segundo álbum de estúdio, Original, recebeu o galardão de tripla platina. Em finais de 2007, anunciaram o fim da grupo, hiato este que viria durar um ano e meio. Como prenda para os fãs, lançaram A Despedida, o último concerto do grupo, gravado na MEO Arena.
Angélico, Cifrão, Edmundo e Vintém juntaram-se de novo para lançar Project, em 2009. O álbum debutou diretamente no topo da lista dos álbuns mais vendidos de Portugal.
Pouco depois da segunda separação do grupo, a 28 de junho de 2011, Angélico viria a falecer, aos 28 anos, na sequência de lesões neurológicas provocadas por um acidente de viação.

## Discografia
Álbuns de estúdio
- D'ZRT (2005)
- Original (2006)
- Project (2009)